# جوستين واتس
جوستين واتس (بالإنجليزية: Justin Watts)‏ مواليد 1 يوليو 1990 في درم، هو لاعب كرة سلة أمريكي. بدأ مسيرته الاحترافية في سنة 2013. يبلغ طوله 6 قدم 5 بوصة (2.0 م).

## المسيرة الاحترافية
لعب مع تاكاماتسو فايف أروس في موسم 2014–2015، ثم لعب مع ديفينسور سبورتينغ في سنة 2015، ثم لعب مع نادي دين بوش لكرة السلة في موسم 2016–2017.

## روابط خارجية
- جوستين واتس على موقع كرة السلة الأوروبية.كوم (الإنجليزية)
- جوستين واتس على موقع كلية كرة السلة في سبورتس رفرنس.كوم (الإنجليزية)
- جوستين واتس على موقع ريلجم (الإنجليزية)
- جوستين واتس على موقع بروبوليرز (الإنجليزية)